# Église Saint-Pierre d'Artannes-sur-Thouet
Pour les articles homonymes, voir Église Saint-Pierre.
L'église Saint-Pierre est une église catholique située à Artannes-sur-Thouet, en France.

## Localisation
L'église est située dans le département français de Maine-et-Loire, sur la commune d'Artannes-sur-Thouet.

## Historique
L'édifice est classé au titre des monuments historiques en 1984.